# Rhegmatophila
Genre
Le genre Rhegmatophila regroupe des lépidoptères (papillons) de la famille des Notodontidae.

## Liste des espèces
- Rhegmatophila alpina (Bellier, 1881) — Alpestre.
- Rhegmatophila ricchelloi Hartig, 1939.
- Rhegmatophila vinculum Hering, 1936.